# Cantone di Oullins
Il Cantone di Oullins era una divisione amministrativa dell'arrondissement di Lione.
È stato soppresso a seguito della riforma complessiva dei cantoni del 2014, che è entrata in vigore con le elezioni dipartimentali del 2015.
Comprendeva il solo comune di Oullins.